# 南印度三虎棋

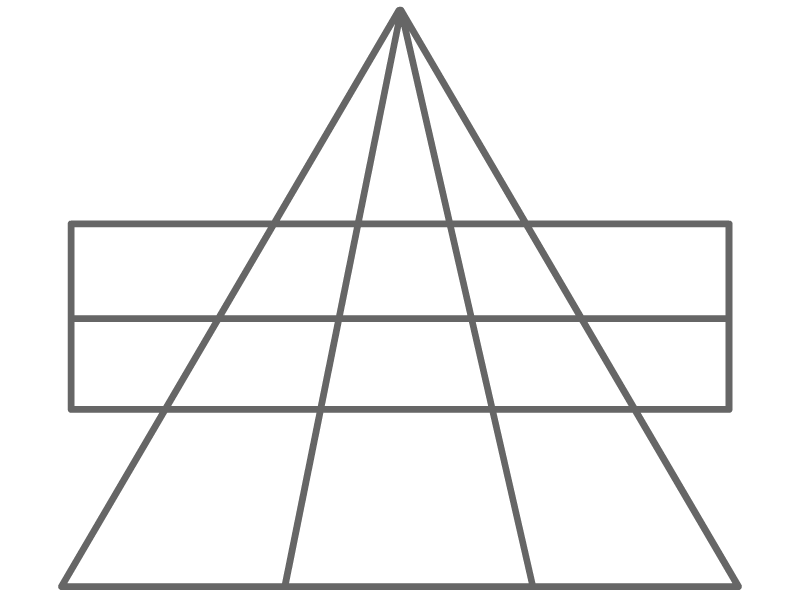
南印度三虎棋棋盤，可視為印度三虎棋棋盤的倒置

南印度三虎棋（Aadu puli attam），是流傳於南印度的老虎棋類，與印度三虎棋相近。

## 棋具
- 棋盤為三角型，從一處頂點畫兩線至底邊，將該邊分為三分；三角形腰部再穿插一個內有一橫線的長方形。組成共二十三個棋點。

- 分為兩方：羊方、虎方。
  - 羊方：有十五枚稱為羊的棋子。
  - 虎方：有三枚稱為虎的棋子。

## 規則
- 棋子皆放在棋點，皆須沿斜縱橫線移動。

- 虎方將三枚棋子放在頂點、兩條內線最接近頂點的點。羊方棋子先置於一旁。

- 羊方先行。

- 每回合羊方可能有二種行動：
  - 落子：將一枚己棋置於空棋點，放完己棋時才可執行移子。
  - 移子：沿線任移動一己子到空鄰點。

- 每回合虎方能選擇以下二種行動之一：
  - 移子：沿線任移動一己子到空鄰點。
  - 吃子：沿線跳過一枚鄰點的羊棋子落到同方向的緊連空點，然後把被跳過的敵棋移出棋盤不再使用，不以連跳吃。

- 虎方以消滅所有羊棋獲勝。
- 羊方以讓所有虎棋不能移動獲勝[2]。

## Gallery

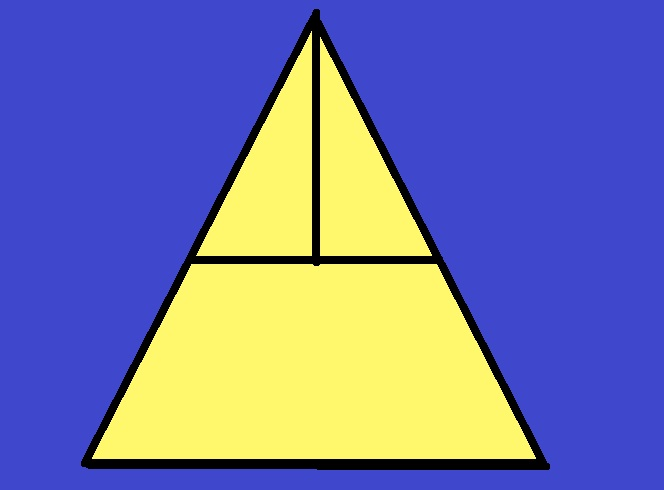
Game type -1
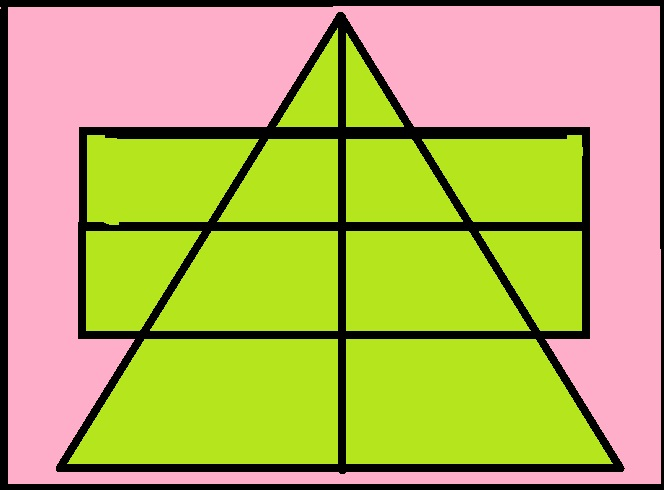
Game type -2
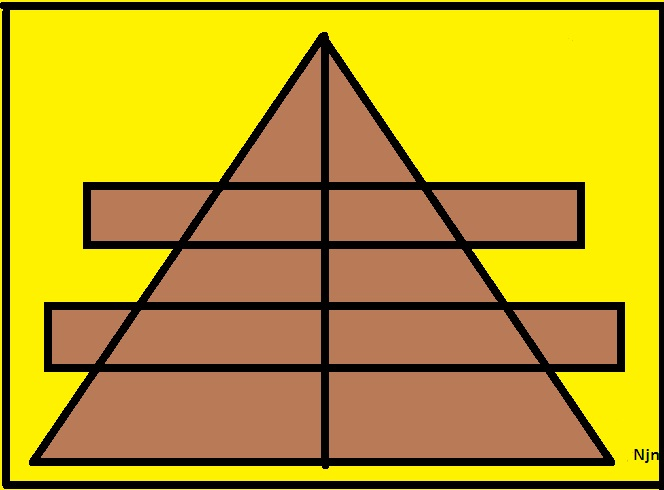
Game type -3

## 外部連結
- 規則介紹 （页面存档备份，存于）